# Koeda Sembrani
Pour plus de détails, voir Fiche technique et Distribution.
Koeda Sembrani est un film des Indes orientales néerlandaises (aujourd'hui Indonésie), réalisé par Joshua Wong et Othniel Wong, sorti le 28 octobre 1943.